# Cocalus limbatus
Cocalus limbatus là một loài nhện trong họ Salticidae.
Loài này thuộc chi Cocalus. Cocalus limbatus được Tord Tamerlan Teodor Thorell miêu tả năm 1878.